# Le Successeur (série télévisée)
Pour l’article homonyme, voir Le Successeur.
Le Successeur (Sons of Thunder) est une série télévisée américaine en six épisodes de 43 minutes créée par Chuck Norris et Aaron Norris, diffusée du 6 mars au 17 avril 1999 sur le réseau CBS. C'est une série dérivée de Walker, Texas Ranger.
En France, elle a été diffusée à partir du 3 juillet 1999 sur TF1.

## Synopsis
La série met en scène deux personnages de Walker, Texas Ranger : Trent Malloy et Carlos Sandoval.
Carlos démissionne du Police Department après la mort de son partenaire, assassiné par un tueur en série. Il s’associe alors à son ami Trent Malloy pour traquer le meurtrier et lever le mystère sur son identité.
Ensemble, ils formeront leur propre cabinet de détectives privés qu’ils baptiseront « Fils du tonnerre » (Sons of Thunder).

## Distribution
- James Wlcek (VF : Emmanuel Curtil) : Trent Malloy
- Marco Sanchez (VF : Pierre-François Pistorio) : Carlos Sandoval
- Dawn Maxey (fa) (VF : Valérie Siclay) : Kim Sutter
- Alan Autry (en) (VF : Paul Borne) : Butch McMann
- Chuck Norris (VF : Bernard Tiphaine) : le sergent puis capitaine Cordell Walker
- Clarence Gilyard (VF : Nicolas Marié) : le ranger James Trivette
- Sheree J. Wilson (VF : Malvina Germain) : la substitut du Procureur Alexandra Cahill

## Épisodes
1. Association (Moment of Truth)
2. L'affront (Fighting Back)
3. Traquée (Daddy's Girl)
4. Randonnée mortelle (Lost & Found)
5. Peur Sous la ville (Underground)
6. Un sale boulot (Thunder by Your Side)

## Commentaires
Trop chère à financer pour les producteurs, elle est arrêtée au bout du sixième épisode. À ce jour, elle n'a pas été éditée en DVD.